# Helmondia '55 in het seizoen 1957/58
Het seizoen 1957/1958 was het derde jaar in het bestaan van de Helmondse betaaldvoetbalclub Helmondia '55. De club kwam uit in de Eerste divisie B en eindigde daarin op de 11e plaats. Tevens deed de club mee aan het toernooi om de KNVB beker, hierin werd de club in de vierde ronde uitgeschakeld door PSV (4–5).

## Wedstrijdstatistieken

### Eerste divisie B
|       | Eindhoven | Fortuna | Haarlem | Hermes DVS | KFC   | Leeuwarden | Limburgia | RCH   | Rigtersbleek | SHS   | Sittardia | Stormvogels | De Volewijckers | Wageningen | Xerxes |
| ----- | --------- | ------- | ------- | ---------- | ----- | ---------- | --------- | ----- | ------------ | ----- | --------- | ----------- | --------------- | ---------- | ------ |
| Thuis | 1 – 0     | 2 – 0   | 1 – 2   | 1 – 2      | 5 – 1 | 2 – 2      | 1 – 1     | 2 – 2 | 3 – 0        | 1 – 1 | 2 – 1     | 2 – 2       | 0 – 4           | 1 – 3      | 1 – 0  |
| Uit   | 2 – 0     | 4 – 2   | 2 – 2   | 0 – 1      | 3 – 1 | 3 – 1      | 0 – 1     | 1 – 0 | 0 – 3        | 5 – 2 | 0 – 1     | 5 – 3       | 5 – 2           | 3 – 0      | 0 – 2  |

### KNVB beker
| Vooronde                                       | ZFC                                                                      | 4 – 4 (4 – 1) | Helmondia '55                                    |
| 1 september 1957 Plaats: Zaandam Westzanerdijk | Jan Smit –' (pen.) Cor Kat –', –' Lou de Graaf                           |               | –', –' André Roosenburg –', –' Frans Stallen     |
| 1e ronde                                       | Helmondia '55                                                            | 3 – 1 (1 – 0) | RKVVL                                            |
| 26 december 1957 Plaats: Helmond De Braak      | Harry Swanenberg 42', –' Harry Kornuyt                                   |               | –' (pen.) Penders                                |
| 2e ronde                                       | Helmondia '55                                                            | 2 – 0 (0 – 0) | VVV                                              |
| 30 april 1958 Plaats: Helmond De Braak         | Harrie Duda 46' Frans Stallen 56'                                        |               |                                                  |
| 3e ronde                                       | Helmondia '55                                                            | 3 – 2 (2 – 1) | Sittardia                                        |
| 21 mei 1958 Plaats: Helmond De Braak           | André Roosenburg Harrie Duda Frans Stallen                               |               | –' (e.d.) Cor van den Molengraft 50' Onbekend    |
| 4e ronde                                       | PSV                                                                      | 5 – 4 (4 – 1) | Helmondia '55                                    |
| 30 mei 1958 Plaats: Eindhoven Philips Stadion  | Theo Buenen 6' Trevor Ford 10', 25' Piet Fransen 26' Toon Brusselers 60' |               | 33', –', 85' André Roosenburg 58' Gerrit Slegers |

## Statistieken Helmondia '55 1957/1958

### Eindstand Helmondia '55 in de Nederlandse Eerste divisie B 1957 / 1958
| Stand | Gespeeld | Gewonnen | Gelijk | Verloren | Punten | Doelpunten voor | Doelpunten tegen |
| ----- | -------- | -------- | ------ | -------- | ------ | --------------- | ---------------- |
| 11e   | 30       | 11       | 6      | 13       | 28     | 46              | 54               |

### Topscorers
| #                    | Naam             | Goal |
| -------------------- | ---------------- | ---- |
| 1.                   | André Roosenburg | 18   |
| 2.                   | Frans Stallen    | 9    |
| 3.                   | Harrie Duda      | 7    |
| 4.                   | Harry Kornuyt    | 4    |
| 5.                   | Gerrit Akkermans | 2    |
| 6.                   | Henk van Berlo   | 1    |
| 6.                   | Noud Jetten      | 1    |
| 6.                   | Wouter Kouwen    | 1    |
| 6.                   | Willy Smits      | 1    |
| 6.                   | Harry Swanenberg | 1    |
| Onbekende doelpunten |                  |      |
| –                    | Onbekend         | 1    |
| Totaal               | Totaal           | 46   |

| #      | Naam             | Goal |
| ------ | ---------------- | ---- |
| 1.     | André Roosenburg | 6    |
| 2.     | Frans Stallen    | 4    |
| 3.     | Harrie Duda      | 2    |
| 3.     | Harry Swanenberg | 2    |
| 5.     | Harry Kornuyt    | 1    |
| 5.     | Gerrit Slegers   | 1    |
| Totaal | Totaal           | 16   |